# Crashing Hollywood
Pour les articles homonymes, voir Crashing Hollywood (homonymie).
Pour plus de détails, voir Fiche technique et Distribution.
Crashing Hollywood est un court métrage de comédie américain pré-Code de 1931 réalisé par Fatty Arbuckle.

## Synopsis
Une fermière rend visite à sa cousine, une actrice au chômage, à Hollywood. Les hommes affluent vers la nouvelle venue au visage frais, y compris le directeur d'un studio de cinéma, dont ils empruntent la maison pour organiser une fête hollywoodienne endiablée.

## Fiche technique
- Réalisation : Fatty Arbuckle

## Distribution
- Virginie Brooks
- Rita Flynn
- Phyllis Grue
- Edward J. Nugent
- Wilbur Mack
- Walter Merrill
- Bryant Washburn
- Georges Chandler
- Betty Grable (créditée comme Frances Dean)